# لي إيفانز (لاعب دارت)
لي إيفانز (بالإنجليزية: Lee Evans)‏ هو لاعب دارت بريطاني، ولد في 8 ديسمبر 1989 في إنجلترا في المملكة المتحدة.

## وصلات خارجية
- لي إيفانز على موقع DartsDatabase.co.uk (الإنجليزية)